# Oshare kei
L'Oshare kei (おしゃれ系) est un sous-genre musical du Visual kei apparu au Japon en 2001. Littéralement, oshare signifie élégant ou à la mode.
À l'inverse de l'ensemble du Visual kei généralement considéré comme noir (tant dans le style que dans les paroles), l'Oshare kei offre des couleurs vives ou parfois pastelles (principalement le rose et le noir), les barrettes, les motifs colorés (souvent roses), les colliers, les bracelets et autres bijoux de couleur, et la superposition. La coupe de cheveux est très effilée, dégradée et plutôt déstructurée, souvent avec deux couleurs de cheveux contrastantes.
L'idée ici n'est plus seulement de dénoncer une société uniformisante autant par l'esprit que par l'apparence, mais également de valoriser une affirmation de l'ego (individualisme), un futur vu comme positif (touche à la notion d'existentialisme où la volonté est la seule barrière à l'Homme) et propose une échappatoire au quotidien, le tout sur un fond bon enfant et très accessible au niveau des textes. L'importance apportée au "mignon" et à l'androgynie est également notable, bien que l'homosexualité ou les questions de genre ne trouvent pas leur place: il s'agit avant tout de se donner en spectacle sans s'aventurer dans une trop grande prise de risque. Notons par ailleurs la grande présence de furitsuke (振り付け, lit. chorégraphie), mouvements énergiques et répétitifs que doivent exécuter les fans en simultané lors des chansons jouées en concert.
L'accent est en effet mis ici sur la relation groupe - fans avec entre autres des vidéos publiées quotidiennement par les groupes sur des plateformes telle que nico nico ou plus récemment Youtube, sur la présence des artistes dans les magasins lors de la commercialisation de leurs biens (instore event) ou encore la grande activité des membres sur les blogs (Ameba notamment) et réseaux sociaux (Twitter). Internet représente l'outil le plus utilisé pour la communication, le genre restant très underground, et donc sans grands moyens pour pouvoir investir dans de la publicité. Les groupes fraîchement formés créent ainsi des sites internet, des profils sur les réseaux sociaux avant même de se produire sur scène. Ils commencent par la suite en concert avec d'autres jeunes groupes lors de petits festivals ou concerts spéciaux Visual kei, dans des live houses au sein de leurs villes d'origine (généralement Tokyo ou Osaka). Ceux qui arriveront à se démarquer auront la possibilité de se produire dans d'autres villes et de faire des oneman (ワンマン, concert en solo). Rares sont les groupes du genre à obtenir une notoriété suffisante afin de pouvoir se produire dans de grandes salles (autre que live houses).
Musicalement, ce genre est caractérisé par une simplicité et une énergie dans les compositions qui peut être rapproché du punk rock voire pop rock. Avec le temps, l'Oshare kei s'est élargi est couvre également divers styles comme l'electro, la jpop ou encore la chiptune. Ainsi aujourd'hui, tous les groupes musicaux rassemblant les caractéristiques visuelles basiques (coupes de cheveux volumineuses à la manière host, style coloré) sont qualifiés d' "Oshare kei". Les textes sont positifs, axés sur les histoires d'amour adolescentes ou sur une morale optimiste (en s'adressant directement à l'auditeur).
On y retrouve des groupes tels que Antic Cafe (An Cafe), SuG, LM.C, DOG inThe Parallel World Orchestra...
N.B. : L'ancien terme désignant l'Oshare kei était kawaii kei (kawaii : lit. mignon, beau). Ces dénominations restent avant tout occidentales et ont été fixées dans un souci d'intelligibilité. Au Japon, les CD des artistes de ce mouvement seront principalement classés dans la section Jpop ou encore Visual kei.
En outre, le terme est aujourd'hui quelque peu dépassé (bien que visuellement, nous remarquons que de nombreux groupes continuent chaque année à se former en perpétuant les codes ci-dessus) et les groupes Oshare kei d'aujourd'hui se revendiquent simplement du mouvement Visual kei.